# Église Saint-François de Schio
L’église Saint-François de Schio est un lieu de culte catholique de Schio, connu sous le nom d’église des frères; elle se trouve dans le quartier dit des grumi dei frati, en limite de la coulée verte appelée valletta, à proximité du centre historique. Les cloitres de l'ancien couvent font partie des annexes.

## Histoire
La fondation de l’église Saint François est due au prêcheur Vincenzo da Cori, qui en 1424 appela à la construction d'une petite église. Les travaux ne débutèrent qu'en 1437 mais le chantier de l’église connut une telle accélération que dès 1442 l’édifice, formé d'une nef et d'un presbytère, put finalement être consacré. Une stèle à côté de la porte d'entrée porte l'inscription suivante : 

« ALBERTUS NICHIXOLA EP(ISCOPU)S SUFFRAG(ANE)US 
VERON(ENSIS) CO(N)SECRAVIT HA(N)C ECCL(ES)IAM
ET CAEMETERIU(M) AD HONOREM DEI
ET SANCTI FRANCISCI / ANNO D(OMI)NI MCCCXLII
DIE XVI ME(N)SIS IULII. »

L’église connut de constants agrandissements du XIVe siècle aux premières années du XVe siècle : dans un premier temps on la dota de trois chapelles latérales, puis d'une abside et d'une sacristie. On allongea la nef et, aux trois chapelles déjà existantes, on en ajouta deux le long de l'aile gauche : enfin on abattit les cloisons qui séparaient ces cinq chapelles, réunies ainsi en un collatéral, qui conféra à l’église sa structure définitive.
Comme l’église, le clocher du XIVe siècle fut rehaussé en 1522.
La partie conventuelle est contemporaine de l’édifice sacré, et sa construction était probablement déjà terminée en 1424 ; mais les travaux furent brutalement interrompus, pour ne reprendre qu'en 1442 ; le premier des cloîtres était certainement achevé en 1447, étant donné que cette année-là le monastère abrita le premier chapitre de la province observante de Venise. La date de construction du second cloître demeure incertaine.
L'activité monastique prit fin à la suppression des ordres religieux voulue par Napoléon en 1810, et les bâtiments du couvent servirent d'hôpital et d'hospice ; quant à l'église, où des messes continuaient d'être célébrées régulièrement, elle devint propriété de la ville de Schio.

## Description

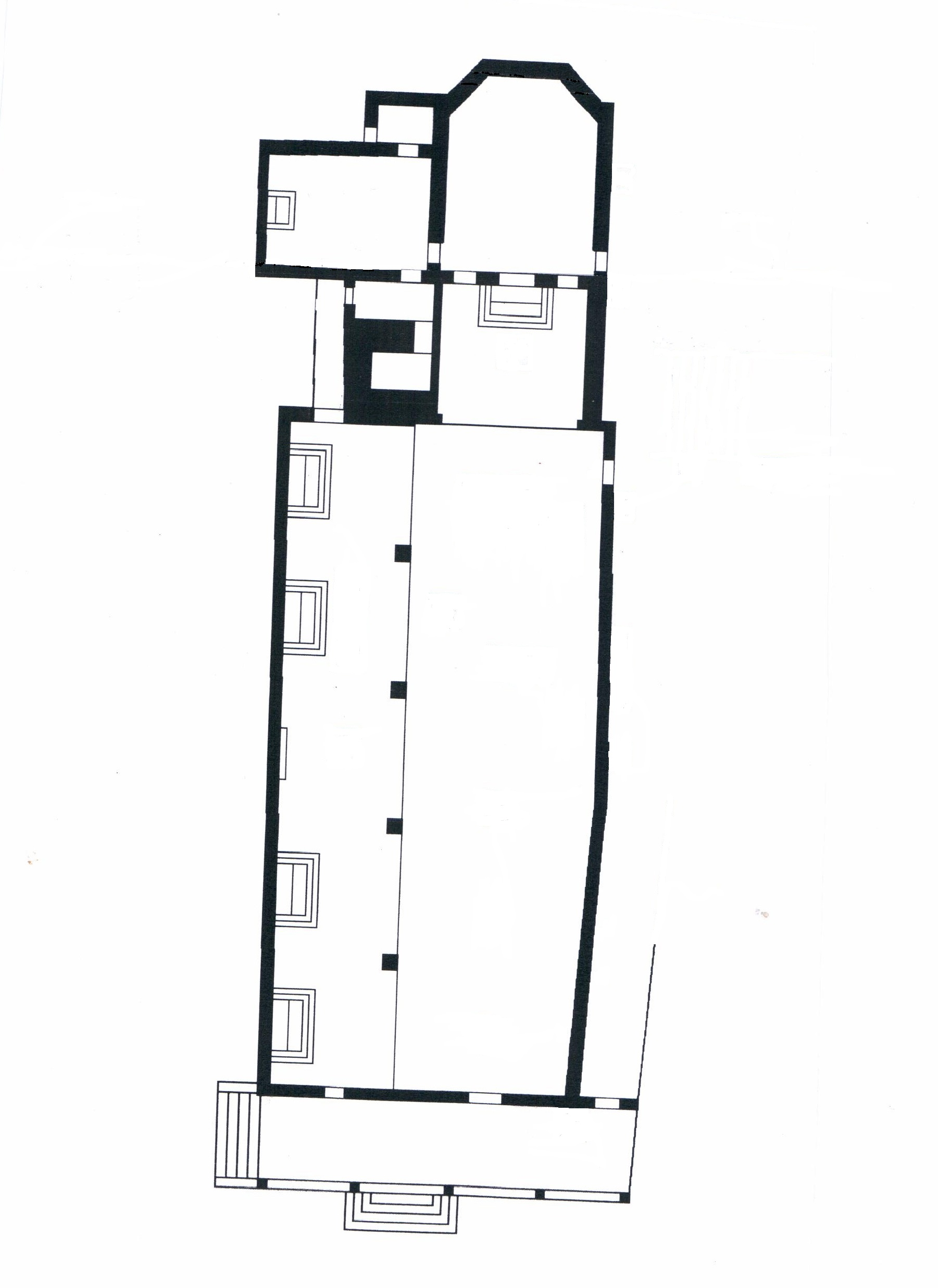
Plan de l’église Saint-François.

### Externe
La façade de l’église Saint-François résulte des travaux exécutés en 1894-1895, sur un projet de Carlo Letter : un petit pronaos d'origine médiévale composé de quatre arcs en plein cintre soutenus par de minces colonnes précède l'entrée ; au-dessus du portique, le portail s'ouvre sur la nef centrale, donne accès au collatéral et au couvent (à droite). La façade se caractérise par son asymétrie, due à la présence d'un collatéral unique ; les seuls ornements sont les bandes lombardes appareillés en arête-de-poisson, quatre pilastres complétés par une croix aux sommets de la couverture, une rosace au centre de la façade (celle dessinée par Ferruccio Chemello en 1909 ne fut jamais réalisée).
Sur le côté gauche de l'église, également décoré de bandes lombardes et rythmé de lésènes en arête-de-poisson, on peut encore voir les traces de la grande croix rouge peinte pendant la Seconde Guerre mondiale, pour signaler aux bombardiers la présence d'un hôpital. Enfin sur le  côté droit de l'église, plusieurs pavillons ont été aménagés pour l'hôpital, pour la plupart au XIXe siècle.
Le campanile n'a pas changé depuis les travaux d'exhaussement du XVe siècle ; on peut noter, à l’intérieur de la tour, les anciennes baies du clocher murées par suite des travaux d'exhaussement. Le clocher actuel comporte une double ogive et est décoré de bandes lombardes. Le chatior et les pinacles, endommagés par la foudre, ont dû être reconstruits en 1929. Le campanile abrite trois cloches : la plus ancienne date de 1784, et les deux autres de 1922.

### Décors intérieurs

#### La nef centrale
La nef centrale se caractérise par sa charpente de bois sobrement décorée. Sur la gauche une série de cinq ogives soutenues par des colonnes simples en pierre sépare la nef du collatéral. Le mur de droite est illuminé par une baie et ornée d'un crucifix et un lutrin du XVe siècle .

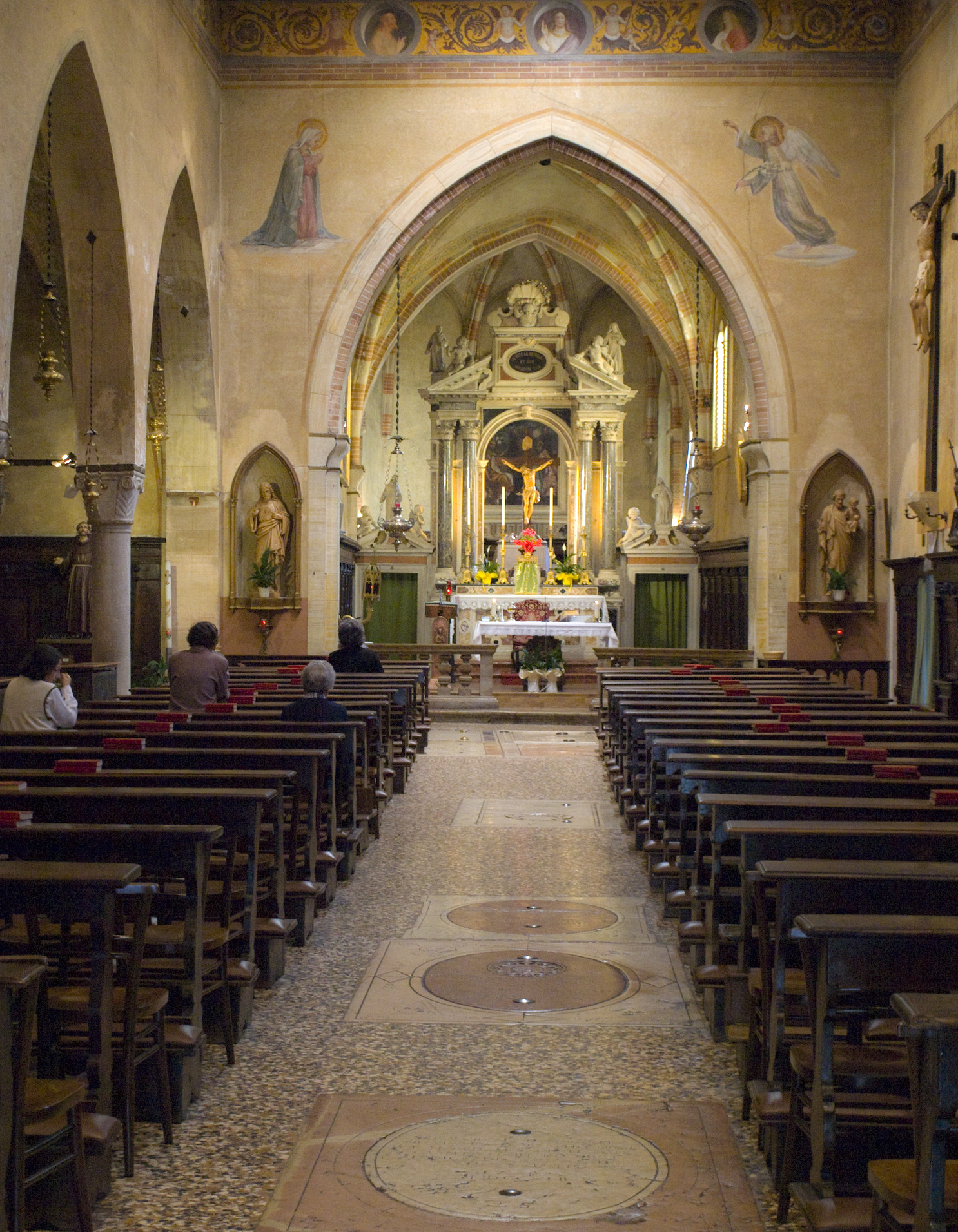
L’intérieur de l’église.

Le déambulatoire est décoré par une double frise couverte d'une fresque, attribuée à Francesco Verla, certainement achevée avant 1520. La face supérieure comporte 24 caissons peints, illustrant la geste de Saint François, séparés de panneaux représentant un ciel en trompe-l’œil. La frise à la base représente une série des 26 portraits de franciscains reliés entre eux par une bande jaune décorée de putti, animaux, verdures et guirlandes. En face, deux autres tableaux posés en 1930 (représentant les papes Pie X et Pie XI), ne sont plus aujourd'hui que partiellement visibles depuis la pose de la tribune du nouvel orgue Ruffatti, installé en 1997 en remplacement de l'instrument précédent, un orgue Pugina de 1910.
Sur l'arc triomphal en arc brisé, une Annonciation de 1954 (Giuseppe Lovato).
Le dallage, réparé en 1860, comporte plusieurs épitaphes de représentants des familles patriciennes de Schio.

#### Le collatéral
Plusieurs éléments montrent les transformations successives du collatéral et sa place dans le plan complexe de l’église : il confère à l’édifice un asymétrie insolite, occupe une hauteur différente de celle de la nef centrale, et son dallage est différent ; enfin il possède une couverture à croisée d'ogives au lieu de chevrons.
La nef abrite quatre autels et un polyptyque de Francesco Verla. Le polyptyque occupe le centre de la nef. Il faisait partie à l'origine de l'autel de Sainte Catherine d'Alexandrie, qui a été démantelé récemment.
Autel du Nom de Jésus
C'est l'autel le plus proche de l'entrée, dédié au « Nom de Jésus » (en référence à la confrérie homonyme). Il s'agit d'un autel du 1566, mais redessiné en 1864; il comporte deux colonnes ioniques en marbre rose qui supportent un fronton curviligne bipartite, orné de dentelles. Au-dessus du fronton, deux anges montrent le ciel. La table de l'autel en marbre blanc arbore un précieux antependium en marbre recomposé, remontant probablement au XVIIe siècle . L'autel conserve une toile attribuée à Giambattista Maganza le Jeune, Présentation de Jésus au Temple, qui date des premières années du XVIIe siècle .
Autel de la vierge enfant
Cet autel était à l'origine dédié à Saint Didier et la dédicace n'a changé qu'à partir de 1852, par la présence dans l'hôpital voisin des Sœurs de la Charité. La niche conserve une statue de Marie enfant dans un berceau doré ; avec à l'intérieur, des angelots dorés.
L'autel a pris sa forme actuelle, courbe et de style rococo, en 1716 : il est décoré d'une abondance de festons, de putti et de chérubins, et deux colonnes corinthiennes supportent un fronton brisé terminé en volutes. La table et l’antependium sont décorés de même.
Autel de la Conception de la Bienheureuse Vierge Marie
Autel remontant au début des années 1730, il est attribué à Giacomo Cassetti en raison de ses affinités avec l'autel de la vierge enfant : de multiples ondulations, des colonnes corinthiennes, un fronton rompu, la composition similaire de l'antependium et de la table, la complexité et la dynamique des décors. Dans deux niches latérales se trouvent les statues de Saint Joachim et de Sainte Anne, de facture remarquable. Entre la niche centrale une précieuse Vierge à l'Enfant de la seconde moitié du XIVe siècle, qu'il faut peut-être attribuer à Jérôme de Vicence.
Autel de Saint Antoine de Padoue
Autel dédié à l'origine à Saint Bernardin, il fut consacré en 1655 à Saint Antoine de Padoue. Le plan de l'autel actuel est probablement du XVIe siècle , mais achevé à la fin du XVIIe siècle : des colonnes corinthiennes de marbre noir supportent deux figures féminines montrant le ciel ; un fronton à tympan complète la composition. L’antependium est richement décoré de marbres polychromes. Occupant l'espace entre les niches, deux modestes statues en stuc de la fin du XVIIe siècle  représentent Jean de Capistran et Saint Pascal de Baylón. Le tableau de l'autel, œuvre de Valentino Pupin, représente Saint Antoine humiliant Ezzelino da Romano.
Le polyptyque de Francesco Verla

Le polyptyque occupe le centre de la nef. Il faisait partie à l'origine de l'autel de Sainte Catherine d'Alexandrie, qui a été démantelé récemment.

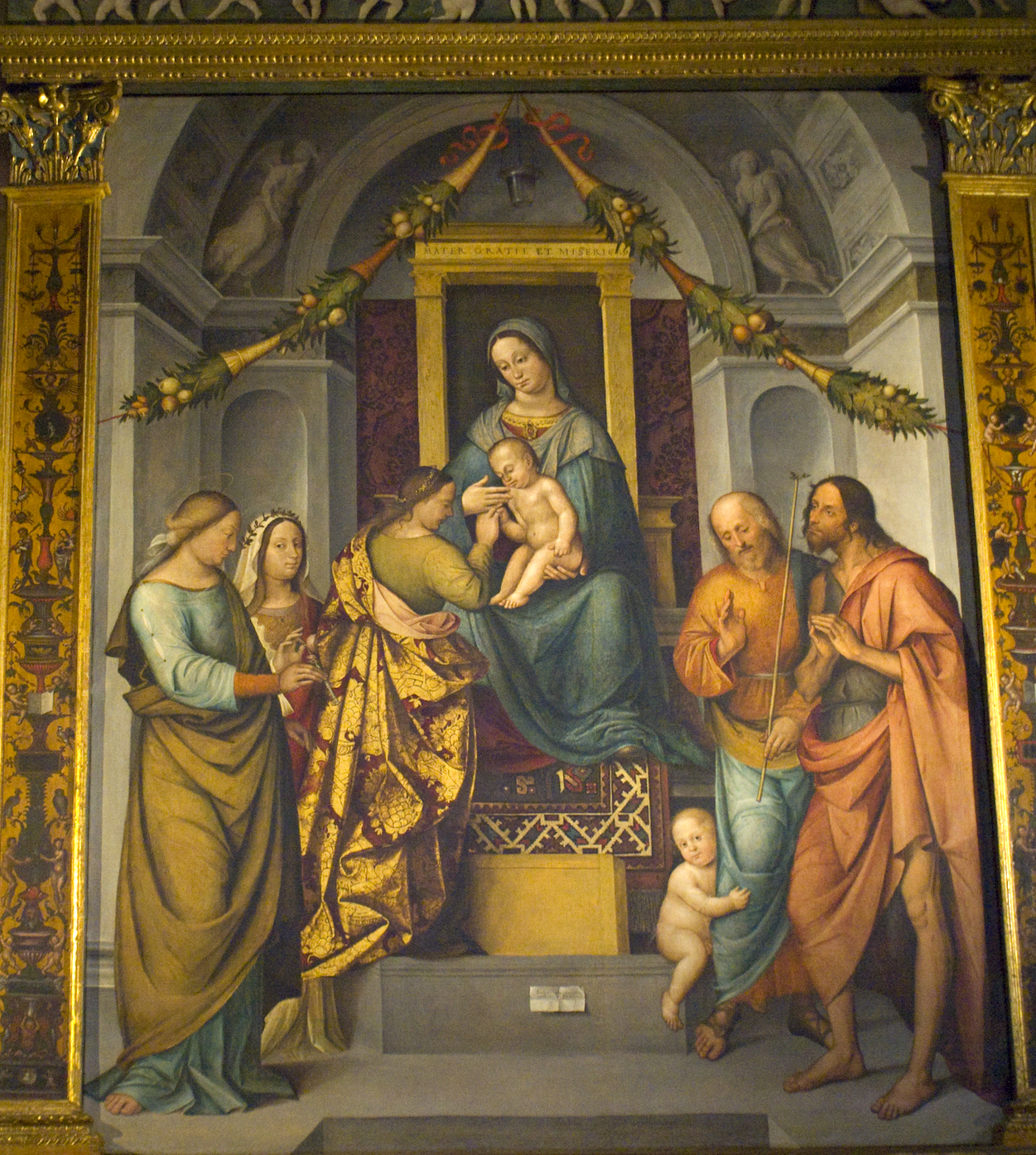
Le panneau central du polyptyque de Verla

Le polyptyque Les noces mystiques de Sainte Catherine, chef d’œuvre de Francesco Verla, daté de 1512, est une œuvre complexe où l'on reconnaît trois parties distinctes ; la prédelle, en bas, représente trois épisodes de la vie de Sainte Catherine (Le Jugement, Le supplice de la roue et La décapitation), avec au second plan le dessin d'une église (peut-être Saint-François de Schio!) et d'un château, probablement celui de Schio. La scène centrale de la pala est soutenue par deux pilastres sur fond doré décorés de candélabre et de diverses chimères. Le panneau central représente, au milieu d'un décor typiquement renaissance, Sainte Catherine agenouillée recevant l'anneau nuptial de Sainte Marie et l'enfant, assis sur un trône. D'autres saints complètent la scène : Sainte Agathe et Sainte Lucie sur la gauche, Saint Joseph et Saint Jean Baptiste à droite. Des festons de cornes d'abondance portent des fruits.
Une frise d'angelots blancs sur fond turquoise relie la partie supérieure du retable, formée d'un tableau de Dieu le Père bénissant, entouré de deux anges. La corniche du tableau enfin représente une série d'épisodes bibliques exécutés en clair-obscur,.

#### Le presbytère
Le presbytère présente un plafond en ogives dont les remplages sont colorés alternativement en rouge et blanc. Le maître-autel sépare deux rangs de bancs : celui de devant est dédié aux messes, et celui de derrière aux frères. Sur le mur de gauche une toile à la tempera représentant la Vierge à l'Enfant et les saints Paul et Jean-Baptiste, est datable des années 1470 et attribué à Zuan Francesco Zilio.
Le maître-autel

L'autel dédié au Saint patron de l'église est l’œuvre de Giacomo Borella et date des alentours de 1644. La table, sur sa face avant, comporte un antependium de marbre orné de motifs typiques du XVIIe siècle . La face arrière de l'autel a la forme d'un arc de triomphe à deux colonnes corinthiennes en marbre gris et chapiteaux blancs, supportant les deux extrémités d’un tympan brisé, lui-même surmonté par une statue des saints franciscains et d'angelots. Le fronton se complète de motifs à conques et l'entablement de l'autel. Il communique avec le presbytère par deux passages latéraux donnant sur les portes donnant accès au chœur en retrait. Ces éléments sont également décorés à leur sommet par le groupe des Saints franciscains et d'angelots.
L'arc de triomphe encadre le panneau de l'autel, par un jeu de perspective raffiné (aujourd'hui masqué par un crucifix de premier XIXe siècle ) : ce panneau représente une Vierge à l'Enfant en gloire avec les Saints François, Antoine de Padoue, Bernardin de Sienne et Louis de Toulouse, œuvre de Francesco Maffei datant des années 1640.
Le chœur

Derrière le maître-autel se trouvent des stalles en bois, œuvre du début du XVIe siècle  de Bernardino de Ronchiis ; au centre du cercle des stalles, il y a un lutrin à pied de marbre ; accroché au mur, Les martyrs de Nagasaki, œuvre de jeunesse de Francesco Maffei.

#### La sacristie
La sacristie de l'église est un local rectangulaire, construit une première fois en 1503, dont le plafond en voûte couvert d'une fresque, est repris par une succession de bandes lombardes.
La sacristie comporte un petit autel du XVIIIe siècle  et plusieurs tableaux de diverses époques : la série des cinq papes franciscains (dont Giuseppe Pozzobonelli, le premier du XVIIIe siècle), accrochés à l'origine au sommet des arcs de la grande nef ; Cristo morto e donatori di casa Bonifacio (Alessandro Maganza, 1600), l’Assomption (Maffei, début des années 1640).

### Les cloîtres
Une porte percée dans le mur de droite de l’église Saint-François donne accès au cloître ouest, le plus ancien, qui communique lui-même avec la succession de cloîtres du levant. Les cloîtres, fortement remaniés au cours des siècles, conservent diverses épitaphes et un retable sculpté du XVe siècle, le retable de l'autel de Saint Bernardin, imparfaitement reconstitué.
Depuis la suppression du monastère en 1810, le complexe des cloîtres a d'abord servi d'hôpital puis d'hospice jusqu'en 2012. Depuis 2013, il a été acquis par la commune (déjà propriétaire de l’église) pour y établir le conservatoire de musique de Schio.

## Note
1. ↑  L’évêque suffragant de Vérone Albert Nichisole a consacré cette église et son cimetière à Dieu et saint François, le 16 juillet de l’an du Seigneur 1442 ; d'après Edoardo Ghiotto et Giorgio Zacchello, Schio, una città da scoprire- L'edilizia sacra, Comune di Schio, 2003.
2. ↑  D'après Giorgio Zacchello, L'archivio svelato: il convento di San Francesco e gli ospedali nella società scledense tra XV e XX secolo, vol. 1 : La chiesa e il convento osservante di San Francesco "in monte Oliveti, Schio, Comitato Archivio Baratto, 2007, p. 57.
3. 1 2 3 4  Luisa Alessandri, La chiesa di S. Francesco a Schio, 1996
4. ↑  zacchello, op. cit., p. 142
5. ↑  Cf. Luca Valente, L'archivio svelato: il convento di San Francesco e gli ospedali nella società scledense tra XV e XX secolo, vol. 3 : Attraverso due guerre - Le Opere Pie dai primi del '900 al nuovo ospedale, Schio, Comitato Archivio Baratto, 2007, p. 197.
6. ↑  zacchello, op. cit., p. 147
7. ↑  zacchello, op. cit., p. 148
8. ↑  Giuseppe Piazza, Chiesa di S. Francesco. Il nuovo organo, 1997
9. ↑  zacchello, op. cit., p. 154
10. ↑  Zacchello, op. cit., pp. 174-176.
11. ↑  Zacchello, op. cit., pp. 172-174
12. ↑  Zacchello, op. cit., pp. 165-167
13. ↑  Zacchello, op. cit., pp. 160-164
14. ↑  Zacchello, op. cit., pp. 168-169-171
15. ↑  D'après Zacchello, op. cit. p. 227-229-230.
16. ↑  Cf. Zacchello, op. cit., pp. 157-160
17. ↑  Cf. Zacchello, op. cit., pp. 180-181
18. ↑  Zacchello, op. cit., p. 243

## Voir également
- (it) Cet article est partiellement ou en totalité issu de l’article de Wikipédia en italien intitulé « Chiesa di San Francesco (Schio) » (voir la liste des auteurs).
- Chiesa san Francesco, documentaire réalisé par la commune de Schio et son Rotary Club